# 조성규 (영화 감독)
조성규(1969년 3월 3일 ~ ) 또는 영어명 데이비드 초(David Cho)는 대한민국의 영화 프로듀서, 이그제큐티브 프로듀서, 영화 감독, 각본가이다. 스폰지 엔터테인먼트의 최고경영자로서 수많은 영화의 제작과 투자를 맡았다.

## 참여 작품

### 감독
- 산타바바라 (영화)

### 각본
- 산타바바라 (영화)

### 프로듀서
- 도쿄!

### 이그제큐티브 프로듀서
- 화장실 어디에요?
- 별빛 속으로
- 아름답다
- 영화는 영화다
- 멋진 하루
- 비몽
- 10억 (영화)

### 투자
- 외출 (2005년 영화)
- 아주 특별한 손님
- 서양골동양과자점 앤티크
- 미인도 (영화)
- 순정만화 (영화)
- 로맨틱 아일랜드
- 쌍화점 (영화)
- 키친 (2009년 영화)
- 작전 (영화)
- 7급 공무원 (영화)
- 거북이 달린다
- 이태원 살인사건 (영화)
- 부산 (영화)
- 여배우들